# 角高體金眼鯛
角高體金眼鯛，又名尖牙魚、狼牙鯛，為輻鰭魚綱燧鲷目狼牙鯛科的其中一種，分布於全球各大洋熱帶至溫帶海域，屬深海魚類，棲息深度2至5,000（10至16,400英尺），一般成體約生活於500至5,000（1,640至16,400英尺）而幼體則生活在接近表層，體長可達18 cm（7英寸），單獨或成小群活動，屬肉食性，以魚類及甲殼類為食。

## 描述
角高體金眼鯛一般體長可達18 cm（7英寸），成體體色為深棕至黑色，頭部巨大、帶有紋路但不具有突出的尖刺。眼睛很小，身體呈椎狀，從頭後迅速收束至尾柄。口中具有利齒、體表粗糙。背鰭不具硬棘、背鰭軟條17至20枚、臀鰭不具硬棘、臀鰭軟條7至9枚。側線上有成排交疊鱗片。許多深海魚不具有鰾，但是角高體金眼鯛有。
角高體金眼鯛的幼體與成體外型不相似，甚至一度被認為是不同種類。幼體在1833年被法國動物學家阿希爾·瓦朗謝訥最初被命名為Anoplogaster cornuta，而成體則是在遠遠五十年後才被命名Caulolepis longidens，直到1955年才發現這兩者其實是屬於同一物種。幼體為淺灰色、頭部上有突出尖刺、具有大眼且缺乏如成體的巨大尖牙。 皮膚蒼白但是在腹部具有由暗色鱗片構成之黑斑。雖著幼體成長，黑色鱗片會逐漸覆蓋皮膚。

## 生態
角高體金眼鯛為掠食者，與其他魚類、甲殼動物、頭足綱為食。而牠們本身則是鮪魚、旗魚和長鰭鮪魚等掠食魚類的獵物。採小群體行動，但偶有單獨個體出現。在北美洲西岸，角高體金眼鯛似乎是在夏日月份進行繁殖。為卵生動物且幼魚屬浮游生物。從耳石來推斷，角高體金眼鯛至少擁有3年的壽命。

## 擴展閱讀
維基物種上的相關：角高體金眼鯛